# Lyo und Merly

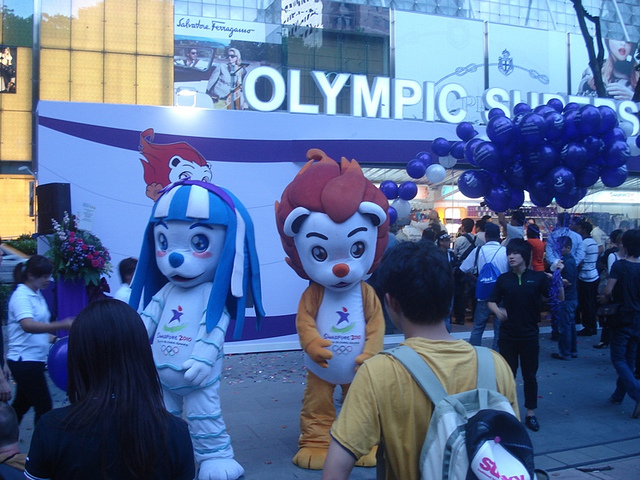
Merly und Lyo

Lyo und Merly waren die offiziellen Maskottchen der Olympischen Jugend-Sommerspiele 2010 in Singapur.

## Beschreibung
Lyo ist ein männlicher Löwe mit einer roten Mähne. Er symbolisiert die Entschlossenheit und Energie der jungen Menschen. Sein Name ist ein Akronym und steht für „Lion of the Youth Olympics“. Lyo wurde als Sportliebhaber beschrieben, dessen Traum es ist, einmal eine olympische Goldmedaille zu gewinnen. Er sollte Kinder und Jugendliche dazu animieren, sich körperlich zu betätigen und fit zu halten. Merly ist ein weibliches, blau-weißes Merlion, ein Fabelwesen und zugleich das Wahrzeichen von Singapur. Ihr Name setzt sich aus den Silben mer (steht für das Meer) und ly (für „liveliness & youthfulness“, deutsch „Lebendigkeit & Jugendlichkeit“) zusammen. Merly wurde als umweltliebende Vegetarierin beschrieben, die sich für die Wissenschaft interessierte. Sie sollte junge Menschen für einen respektvollen Umgang miteinander und mit der Natur begeistern.

## Entstehung
Der Entwurf von Lyo und Merly stammt von Lee Wee Na und Stanley Toh aus der singapurischen Agentur Cubix International. Insgesamt sechs Designer entwickelten ab 2008 zwei verschiedene Maskottchen-Ideen. Eine Motividee waren futuristische Roboter, die Singapur als hochtechnologisiertes Land repräsentieren sollten, der andere Vorschlag sah traditionelle Tiermotive als Maskottchen vor. Die Designer einigten sich auf die Tiermotive und legten ihre ersten Entwürfe dem Organisationskomitee vor. Im Mai 2009 erhielt Cubix International die Zustimmung des Komitees für ihre Maskottchen. Die Entwürfe wurden daraufhin weiter verfeinert und von der Agentur mit fiktiven Lebensläufen und Charakterzügen versehen.
Zwischen dem 14. August und dem 6. September veranstaltete das Organisationskomitee der Jugendspiele einen Wettbewerb, um Namen für die beiden Maskottchen zu finden. Insgesamt gingen 375 Vorschläge aus über 20 Ländern ein. Die Namenswahl fiel schließlich auf Lyo, einen Vorschlag von Sean Pang Yi Wei aus Singapur, und Merly, eingereicht von Tung Chi Jun, ebenfalls aus Singapur. Die offizielle Präsentation der Maskottchen erfolgte am 21. November 2009 durch Vivian Balakrishnan, den singapurischen Minister für Entwicklung, Jugend und Sport.

## Rezeption
Für einige Teilnehmer und Betreuer der Jugendspiele wirkte die Gestaltung der beiden Maskottchen zu kindisch, ebenso wurde zum Teil der Einsatz der Figuren als zu verspielt eingeschätzt. So wurden zum Beispiel bei den Siegerehrungen mit jeder Medaille auch Plüschfiguren der Maskottchen vergeben. Dabei erhielten Mädchen ein Merly- und Jungen ein Lyo-Plüschtier.